# Rila Fukushima
Pour les articles homonymes, voir Fukushima.
Rila Fukushima (福島リラ, Fukushima Rila) est un mannequin et actrice japonaise, née le 9 janvier 1980 à Tokyo,.

## Biographie
Rila Fukushima a grandi à Tokyo. Elle y a commencé sa carrière comme mannequin en 2003 avant de rejoindre les États-Unis et de s'établir à New York en 2004. Elle retourne vivre à Tokyo en 2010.
Elle est apparue dans de très nombreuses campagnes de mode et notamment dans Elle, Vogue, Madame Figaro ou pour des marques comme Diesel ou  D&G. 
Vogue-Japon l'a désignée parmi les femmes de l'année 2013. 
Rila Fukushima a tourné dans plusieurs clips musicaux, comme Where Are We Runnin' de Lenny Kravitz, ou Wicked Way de Ben Taylor (en).
En juillet 2012, elle fait partie des acteurs japonais annoncés comme rejoignant la distribution principale du blockbuster Wolverine : Le Combat de l'immortel. Dans le long-métrage, sorti en 2013, elle incarne la mutante Yukio, aux côtés de la star hollywoodienne Hugh Jackman. Elle enchaîne avec des rôles dans des productions asiatiques - la mini-série The Long Goodbye et le drame Towairaito sasara saya.
En 2015, elle revient aux productions américaines avec deux rôles de séries télévisées : elle joue d'abord la Prêtresse Rouge de la ville de Volantis, dans la saison 5 de  Game of Thrones. Puis elle quitte l'univers Marvel pour celui de DC en prêtant ses traits au personnage récurrent de Tatsu Yamashiro dans quatorze épisodes de la troisième saison de la série d'action Arrow. Ce personnage s'avèrera être la superhéroine Katana, et a été originellement proposé à l'Américaine d'origine japonaise Devon Aoki.
En 2017, elle fait partie de la distribution internationale réunie autour de Scarlett Johansson pour la grosse production Ghost in the Shell, adaptation du manga éponyme réalisée par Rupert Sanders.

## Filmographie

### Cinéma
- 2013 : Wolverine : Le Combat de l'immortel : Yukio
- 2014 : Zone of the Enders 3D de Shinji Aramaki
- 2016 : Terra Formars (テラフォーマーズ, Tera fōmāzu?) de Takashi Miike : Sakakibara
- 2017 : Ghost in the Shell : la geisha à la robe rouge
- 2020 : Love Cantata (court métrage) : Kei

### Télévision
- 2014-2019 : Arrow : Tatsu Yamashiro / Katana (16 épisodes)
- 2015 : Game of Thrones : la Prêtresse Rouge de Volantis
- 2017 : Million Yen Women (100万円の女たち, Hyakumanen no onnatachi?) : Minami Shirakawa